# ژوآن بورگوندی
ژوآن بورگوندی (فرانسوی: Jeanne ; ح. ۱۲۹۳ – ۱۲ دسامبر ۱۳۴۹)، همچنین با نام ژوآن لنگ (فرانسوی: Jeanne la Boiteuse شناخته می‌شود)، ملکه فرانسه به عنوان اولین همسر فیلیپ ششم، پادشاه فرانسه بود. ژوآن در حالی که شوهرش در طول اولین مرحله جنگ صدساله در سال‌های ۱۳۴۰، ۱۳۴۵ تا ۱۳۴۶ و ۱۳۴۷ در لشکرکشی‌ها شرکت داشت، به عنوان نایب‌السلطنه حکومت کرد. پسرش ژان در سال ۱۳۵۰ به سلطنت رسید. او مادرسالار دودمان والوآ است که از سال ۱۳۲۸، آغاز سلطنت همسرش، تا ۱۵۸۹ بر فرانسه حکومت می‌کردند.
فیلیپ ششم پس از رفتن به جنگ، قدرت قابل توجهی به ژوآن داد تا حکومت کند. ژوآن قدرت یک فرمانروای مشترک را داشت، که به دلیل استفاده از قدرت قضایی بدنام شد و لقب «لنگ» را به او داد. او که از خاندان سلطنتی نبود، به لطف فیلیپ ششم قدرت قابل توجهی داشت. او به خاطر تأثیرش در حمایت از آموزش فراتر از نخبگان، که از زمان فیلیپ چهارم آغاز شده بود، شناخته شده است.

## نسب و اوایل زندگی
ژوآن در سال ۱۲۹۳ میلادی به دنیا آمد. او سومین دختر روبر دوم، دوک بورگوندی (۱۲۴۸–۱۳۰۶) و آگنس فرانسه، دوشس بورگوندی (۱۲۶۰–۱۳۲۷)، دختر کوچکتر لوئی نهم، پادشاه فرانسه و مارگارت پرووانسی بود. به این ترتیب، او یکی از اعضای خاندان بورگوندی، شاخه فرعی از دودمان کاپت بود. خواهر بزرگتر او، مارگارت، اولین همسر لوئی دهم، پادشاه فرانسه بود. ژوآن در ژوئیه ۱۳۱۳ با فیلیپ والوآ، پسرعموی لوئی، ازدواج کرد. از سال ۱۳۱۴ تا ۱۳۲۸، آنها کنت و کنتس ایالت مین بودند.  از سال ۱۳۲۵، آنها همچنین کنت و کنتس والوآ و آنژو نیز بودند.
ژوآن یک محقق و کتابدوست محسوب می‌شد. او نسخه‌های خطی را برای پسرش ژان فرستاد تا بخواند و دستور داد چندین اثر مهم معاصر، از جمله «تاریخچه آینه» اثر ونسان دو بووه (ح. 1333 را به زبان فرانسوی بومی ترجمه کند) و Jeu d'échecs moralisés از Jacques de Cessoles (ح. 1347)، کاری که توسط ژان دو وینی انجام شد.

## فرزندان
ژوآن و فیلیپ با هم نه فرزند داشتند:
- ژان دوم (۲۶ آوریل ۱۳۱۹–۸ آوریل ۱۳۶۴).
- ماری (۱۳۲۶–۲۲ سپتامبر ۱۳۳۳)، که با جان برابانت، پسر و وارث جان سوم، دوک برابانت ، ازدواج کرد، اما اندکی پس از آن درگذشت.
- لوئی (متولد و درگذشته ۱۷ ژانویه ۱۳۲۹).
- لوئی (۸ ژوئن ۱۳۳۰ – ۲۳ ژوئن ۱۳۳۰).
- یک پسر [جان؟] (متولد و درگذشته ۲ اکتبر ۱۳۳۳).
- پسری (۲۸ مه ۱۳۳۵)، مرده به دنیا آمد.
- فیلیپ (۱ ژوئیه ۱۳۳۶–۱ سپتامبر ۱۳۷۵)، دوک اورلئان.
- جوآن (متولد و درگذشته نوامبر ۱۳۳۷).
- یک پسر (متولد و درگذشته تابستان ۱۳۴۳).

در سال ۱۳۶۱، نوه برادر ژوآن، فیلیپ یکم، دوک بورگوندی، آخرین دوک بورگوندی از اولین خاندان کاپتیان بورگوندی، بدون فرزند درگذشت. وارث برحق بورگوندی مشخص نبود. شارل دوم، پادشاه ناوار، نوه مارگارت خواهر بزرگتر ژوآن، بر اساس اصل نخست‌زادگی وارث بود، اما ژان دوم، پادشاه فرانسه، پسر ژوآن، ادعای وارث بودن بر اساس قرابت خونی را داشت و بعداً پیروز شد.